# Jacob Philipson
Jacob Philipson, tidigare Moses, född 7 augusti 1788, död 13 januari 1859 i Norrköpings mosaiska församling, Östergötlands län, var en svensk grosshandlare.

## Biografi
Philip Jeremias Moses kom till Marstrand omkring 1788 från staden Schwaan som änkeman. Hans hustru hade avlidit i barnsäng samma år, i samband med födseln av sonen Jacob. Två äldre barn lämnades initialt kvar hos farmodern i Schwaan. Kort efter sin ankomst till Sverige flyttade Philip Jeremias vidare till Norrköping, där han fick anställning hos en annan jude från Schwaan och så småningom gifte om sig med en kvinna från samma stad. När hans livssituation blivit mer stabil anslöt även barnen, liksom farmodern, till den nya familjekonstellationen i Sverige.

### Entreprenörskap
I Norrköping utvecklade Philip Jeremias en entreprenörs verksamhet som bestod av flera mjölkvarnar och grynkvarnar samt ett oljeslageri, där rapsolja, rovolja och hampolja framställdes. Produktionen kom också att innefatta import av lin- och vildsenapsfrön för försäljning, vilket gav en jämnare inkomst och bidrog till att minimera spill. Verksamheten blomstrade, trots att ett större oljeslageri vid Västgötegatan brann ned 1811. Familjens stadigt växande affärer, kombinerat med ett aktivt utbyte med det judiska samfundet i Stockholm, medförde att Philip Jeremias och hans närmaste blev tongivande inom den mosaiska församlingen i Norrköping.
Sonen Jacob, född 1788, fick sitt svenska medborgarskap vid 24 års ålder. Då antog han, tillsammans med sin nio år yngre halvbror Mauritz, det gemensamma namnet Philipson. År 1818 gifte han sig med Brigitte Bähr, som invandrat från Danmark. År 1822 blev Jacob och Mauritz delägare i familjefirman, vilken då antog namnet Philip Jeremias & Söner. Efter faderns bortgång 1828 drev bröderna verksamheten gemensamt under några år, innan de 1831 enades om en uppdelning. Jacob övertog oljeslageriet (som upphörde före 1850) och kvarnrörelsen, medan Mauritz fortsatte med handel av spannmål, gryn, ull och hudar, samt bedrev en bankirrörelse och diskontrörelse under det inarbetade firmanamnet.
Som en del av uppgörelsen köpte Jacob samma år Marieborgs herrgård i Östra Eneby socken och förvärvade därtill flera gårdar i grannsocknen Kvillinge. Han satsade på storskaligt jordbruk och utvecklade bland annat användningen av oljeprodukter som kreatursfoder, en metod som var ny vid denna tid. Han fördjupade också mejerihanteringen och utvecklade kreatursavel på egendomarna. Jacobs hustru Brigitte avled 1842, och vid det laget var två av deras söner redan döda. En dotter, Beata, hade gift sig med läkaren Jacob Levertin och flyttat till Stockholm. För att ha en bas i huvudstaden köpte Jacob ett hus i Gamla stan (kvarteret Narcissus 1/44), där han själv tidvis bodde och sedermera avled, omkring 71 år gammal.
Jacob Philipson framstod som en handlingskraftig men ibland omstridd affärsman och godsägare. Under 1800-talets mitt blossade en antijudisk agitation upp i Sverige, och han blev föremål för förtalskampanjer i den konservativa tidningen Folkets Röst. Dess utgivare, Franz Sjöberg, dömdes 1850 för ärekränkande skriverier och ålades fängelsestraff, böter samt offentlig avbön. Halvbrodern Mauritz, som fortsatte att driva familjefirman till 1870, verkar däremot inte ha utsatts för liknande attacker. Jacobs son Carl Oscar övertog Marieborg efter faderns död och ingick äktenskap 1860. Godset förblev i familjens ägo ett tag innan det såldes till Norrköpings stad.
Philipson var från 1847 till 1854 ordförande i Norrköpings stads gille, Östergötlands läns hushållningssällskap och efterträdde brukspatron Didrik Reder.

### Familj
Philipson gifte sig 1818 med Brigitte Bähr (1798–1842), dotter till bommullsfabrikören Levin och Esther Moses Lamm. De fick tillsammans barnen Beata Charlotta Philipson (1819–1902), Emma Philipson (1822–1858), Johan Philip Philipson (1829–1834), Henrik Leonard Philipson (död 1831) och godsägaren Jeremias Carl Oscar Philipson (1835–1922).